# Mehadica
Mehadica is een Roemeense gemeente in het district Caraș-Severin.
Mehadica telt 774 inwoners.